# A magyar női labdarúgó-válogatott mérkőzései 2007-ben
A magyar női labdarúgó-válogatott  az év során nyolc mérkőzést vívott, ebből négy Európa-bajnoki selejtező volt. A mérleg: két győzelem, két döntetlen és négy vereség.
Szövetségi edző:
- Vágó Attila

## Mérkőzések
| 155. mérkőzés 2007. március 14. | Szlovákia                  | 2 – 3             | Magyarország                | Szenc Nézőszám: 500 Játékvezető: Kulcsár Katalin (HUN) |
| 155. mérkőzés 2007. március 14. | Lukácsová 41' Strozová 87' | (1 – 0) Részletek | Nagy A. 49' 52' Megyeri 72' | Szenc Nézőszám: 500 Játékvezető: Kulcsár Katalin (HUN) |

| 156. mérkőzés 2007. március 15. | Magyarország          | 3 – 1             | Szlovákia      | Integrál-DAC pálya, Győr Nézőszám: 400 Játékvezető: Petra Chudá (SVK) |
| 156. mérkőzés 2007. március 15. | Jakab Jakabfi Nagy A. | (1 – 1) Részletek | ? Kolenová 80′ | Integrál-DAC pálya, Győr Nézőszám: 400 Játékvezető: Petra Chudá (SVK) |

| 157. mérkőzés 2007. április 1. Eb-selejtező | Írország                | 2 – 1             | Magyarország | Tolka Park, Dublin Nézőszám: 1 500 Játékvezető: Marija Domjanovic (CRO) |
| 157. mérkőzés 2007. április 1. Eb-selejtező | Taylor 43' S. Byrne 50' | (1 – 1) Részletek | Pádár 28'    | Tolka Park, Dublin Nézőszám: 1 500 Játékvezető: Marija Domjanovic (CRO) |

| 158. mérkőzés 2007. május 5. Eb-selejtező | Magyarország                      | 3 – 3             | Románia                        | Oláh Gábor utcai Stadion, Debrecen Nézőszám: 400 Játékvezető: Sabine Bonnin (FRA) |
| 158. mérkőzés 2007. május 5. Eb-selejtező | Sümegi 40' Jakab 68' Milassin 89' | (1 – 2) Részletek | Sponu 31' Rus 38' Pufulete 87' | Oláh Gábor utcai Stadion, Debrecen Nézőszám: 400 Játékvezető: Sabine Bonnin (FRA) |

| 159. mérkőzés 2007. június 20. Eb-selejtező | Svédország                                                                 | 7 – 0             | Magyarország | Tingvalla Stadion, Karlstad Nézőszám: 5 223 Játékvezető: Kirsi Savolainen (FIN) |
| 159. mérkőzés 2007. június 20. Eb-selejtező | V. Svensson 12' 86' Marklund 16' Sjögran 22' Segerström 52' 88' Lundin 91' | (3 – 0) Részletek |              | Tingvalla Stadion, Karlstad Nézőszám: 5 223 Játékvezető: Kirsi Savolainen (FIN) |

| 160. mérkőzés 2007. szeptember 5. | Kína                                               | 4 – 0             | Magyarország | Vuhan Nézőszám: zárt kapuk mögött Játékvezető: Vang Csia (CHN) |
| 160. mérkőzés 2007. szeptember 5. | Pi Jen 4' Ma Hsziao-hszü 78' 87' Csang Ou-jing 80' | (1 – 0) Részletek | Sümegi       | Vuhan Nézőszám: zárt kapuk mögött Játékvezető: Vang Csia (CHN) |

| 161. mérkőzés 2007. október 21. | Magyarország             | 2 – 2             | Szlovénia    | Bük Nézőszám: 200 Játékvezető: Gaál Gyöngyi (HUN) |
| 161. mérkőzés 2007. október 21. | Ferencsik 33' Godvár 72' | (1 – 1) Részletek | Zver 22' 56' | Bük Nézőszám: 200 Játékvezető: Gaál Gyöngyi (HUN) |

| 162. mérkőzés 2007. október 27. Eb-selejtező | Magyarország     | 1 – 3             | Olaszország                            | Bük Nézőszám: 300 Játékvezető: Quintero Siles (ESP) |
| 162. mérkőzés 2007. október 27. Eb-selejtező | Pádár 70' Sümegi | (0 – 0) Részletek | D'Adda 58' Panico 77' Tuttino 87' Gama | Bük Nézőszám: 300 Játékvezető: Quintero Siles (ESP) |